# Bogdanowitsch (Stadt)
Bogdanowitsch (russisch Богдано́вич) ist eine Stadt in der Oblast Swerdlowsk (Russland) mit 30.670 Einwohnern (Stand 14. Oktober 2010). 29.895 Einwohnern (2023).

## Geografie
Die Stadt liegt im Westen des Westsibirischen Tieflandes, etwa 100 km östlich der Oblasthauptstadt Jekaterinburg an der Kunara, einem rechten Nebenfluss der Pyschma im Flusssystem des Ob.
Bogdanowitsch ist Zentrum eines gleichnamigen Stadtkreises (bis 2006 Rajon), der innerhalb der Oblast zum Südlichen Verwaltungsbezirk (Южный управленческий округ/Juschny uprawlentscheski okrug) gehört.
Bogdanowitsch liegt an der 1885 eröffneten Eisenbahnstrecke Jekaterinburg – Tjumen (die mit der Weiterführung von Tjumen nach Omsk 1913 zu einem Teilstück der nördlichen Route der Transsibirischen Eisenbahn wurde), an der ebenfalls 1885 eröffneten Zweigstrecke nach Kamensk-Uralski sowie an der 1918 eröffneten Strecke nach Alapajewsk (– Serow).

## Geschichte
Bogdanowitsch entstand 1883–1885 als Stationssiedlung beim Bau der Eisenbahnstrecke Jekaterinburg – Tjumen und wurde nach dem russischen General Jewgeni Bogdanowitsch, einem Fürsprecher der Errichtung der Transsibirischen Eisenbahn, benannt. 1947 erhielt der Ort Stadtrecht.

### Bevölkerungsentwicklung
| Jahr | Einwohner |
| ---- | --------- |
| 1939 | 8.129     |
| 1959 | 19.147    |
| 1970 | 23.648    |
| 1979 | 30.849    |
| 1989 | 35.983    |
| 2002 | 32.856    |
| 2010 | 30.670    |

Anmerkung: Volkszählungsdaten

## Kultur und Sehenswürdigkeiten
Das Stadtzentrum ist als architektonisches Ensemble aus den Gründungsjahren erhalten.
Seit 1977 gibt es ein Heimatmuseum und seit 1994 ein Stepan-Schtschipatschow-Literaturmuseum (der Dichter wurde in der Nähe geboren).

## Wirtschaft
In der Stadt gibt es Werke für Feuerfestmaterialien, Eisenbahnschwellen, Porzellan und Futtermittel sowie Lebensmittelindustrie.

## Söhne und Töchter der Stadt
- Wiktor Krawtschenko (* 1943), Admiral sowie ehemaliger Kommandeur der russischen Schwarzmeerflotte und Chef des Hauptstabes der Russischen Marine
- Jewgeni Kulikow (* 1950), Eisschnellläufer und Olympiasieger